# 試作実験用飛行機
試作実験用飛行機（しさくじっけんようひこうき）は、大日本帝国海軍が試作した実験用航空機。実験用飛行機とも呼ばれる。試作実験用飛行機第一号と試作実験用飛行機第二号の2種類が存在した。

## 試作実験用飛行機第一号
1936年（昭和11年）春、海軍航空廠（空廠）は空力実験のための専用実験機の製作を計画し、渡辺鉄工所に対して実験機の設計・製作を命じた。渡辺は空廠の長畑順一郎技師の指導の下、内藤繁樹設計課長を設計主務者として1936年7月に基礎計画に取り掛かり、翌1937年（昭和12年）11月から1938年（昭和13年）3月あるいは7月にかけて設計を行った。
1939年（昭和14年）9月に試作1号機が完成し、数度の試験飛行が行われたが、振動が激しく実験機としては使い物にならない状態であることが露呈した。振動の源はエンジンであり、エンジン架の衝撃ゴムの交換や翼支柱の改造といった対応策が講じられたが効果は芳しくなく、実験に用いられることのないまま計画は中止となり、機体は研究資材として解体された。なお、開発期間が2年に渡ったため、完成時にはすでに旧式化していた。
機体はイギリスの空力実験機パーナル パラソルを参考にした単葉機で、材質は木金混合骨組に羽布および軽金属鈑張り。主翼は高パラソル翼で、これを支える支柱は胴体側面から左右ごとに2本、逆V字型のものが風防上部から2本伸びている。うち側面のものは、後に振動対策として前後の支柱が中間棒で結合される形へと改造されている。完成時の主翼は短形翼だったが、これを様々な形状のものに換装して空力特性のデータを収集することを計画していた。機内にはパイロットに加えて実験にあたる技術者など4名が搭乗可能な他、磁歪の変形を利用したものなど各種の空力実験装置を搭載できる。エンジンは中島「光一型」1基。降着装置は主車輪がスパッツで覆われた固定脚。
なお、略符号は「XXY1」とする資料と「MXY1」とする資料がある。

## 試作実験用飛行機第二号
試作実験用飛行機第一号と同時期に製作されたもので、第一号とは別設計。主翼は翼端が楕円形のものを装備する。1機が試作されたが主桁の強度試験のみで計画中止となり、第一号と同様に解体された。
当初の略符号は「XXY2」だったが、後に「MXY2」に変更されている。また、第一号ともども「グラスゴー実験機」とも呼ばれていたが、グラスゴーとの関連性は不明。残されている記録自体が乏しい点も第一号、第二号に共通する。

## 諸元（第一号）
出典：『日本航空機大図鑑』 146頁。エンジンと乗員以外は推定値。
- 全長：9.5 m
- 全幅：13.0 m
- 主翼面積：28.0 m2
- 自重：1,000 kg
- 全備重量：1,500 kg
- エンジン：中島 光一型 空冷星型9気筒[2][3][4][12]（離昇730 hp[2][3][12]あるいは820 hp[4]） × 1[2][3][4][12]
- 最大速度：200 km/h
- 上昇限度：8,000 m
- 航続時間：2時間
- 乗員：3 - 5名[2][3][4][6][12][13]